# کوه پلیزنت (ویکتوریا)
کوه پلیزنت، ویکتوریا (به انگلیسی: Mount Pleasant) یک منطقه مسکونی در استرالیا است که در ویکتوریا (استرالیا) واقع شده‌است.